# Lycaenopsis amitra
Lycaenopsis amitra är en fjärilsart som beskrevs av Hans Fruhstorfer 1921/22. Lycaenopsis amitra ingår i släktet Lycaenopsis och familjen juvelvingar. Inga underarter finns listade i Catalogue of Life.